# Стара Бжуза
Стара Бжуза (пол. Stara Brzuza) — село в Польщі, у гміні Борове Ґарволінського повіту Мазовецького воєводства.
Населення — 135 осіб (2011).
У 1975-1998 роках село належало до Седлецького воєводства.

## Демографія
Демографічна структура станом на 31 березня 2011 року:
|          | Загалом | Допрацездатний вік | Працездатний вік | Постпрацездатний вік |
| -------- | ------- | ------------------ | ---------------- | -------------------- |
| Чоловіки | 72      | 13                 | 46               | 13                   |
| Жінки    | 63      | 10                 | 33               | 20                   |
| Разом    | 135     | 23                 | 79               | 33                   |